# Egotronic
Egotronic est un groupe allemand de rock progressif, originaire de Berlin, actif entre 2001 et 2022.

## Histoire
Après quelques projets publiés à compte d'auteur, Egotronic rejoint le label hambourgeois Audiolith Records en 2005, où leur single Nein nein/Luxus sort. En 2005, ils effectuent également une tournée en Russie avec l'artiste Plemo. En 2006, Audiolith publie l'album Die richtige Einstellung. En 2007, le deuxième album du groupe, Lustprinzip, sort.
En avril 2008, le groupe commence à travailler sur son troisième album, qui sort en novembre 2008 sous le titre Egotronic. Le quatrième album, intitulé Ausflug mit Freunden, sort en avril 2010. Egotronic écrit la bande originale du film Gegengerade, qui sort chez Audiolith Records avec, entre autres, des chansons de Slime et de Pöbel und Gesocks. En octobre 2011, le cinquième album intitulé Macht keinen Lärm sort.
En 2022, le groupe est en tournée dans plusieurs villes allemandes et autrichiennes. Le 2 septembre 2022, le chanteur du groupe, Torsun Burkhardt, annonce que le groupe ferait une longue pause à la suite des derniers concerts déjà prévus ; cela pourrait aussi signifier la fin durable du groupe. En même temps, il forme le groupe Torsun and the Stereotronics avec son épouse Sina Synapse et Christian Schilgen (également Egotronic). En mars 2023, Burkhardt annonce qu'il était atteint d'un cancer incurable et qu'il subissait une chimiothérapie palliative. Dans une interview accordée à Musikexpress fin juin 2023, il est question d'une tournée d'adieu et de la dissolution du groupe. Burkhardt décède le 30 décembre 2023.

## Style musical
D'un point de vue stylistique, Egotronic associait l'attitude musicale et l'exigence critique envers la société de l'electropunk politique à des éléments d'electro ou de synthpop. L'une des particularités du groupe était l'utilisation de sons de C64 et de Game Boy produits sur PC. Ainsi, des sons empruntés à des jeux informatiques classiques sont intégrés ; les graphiques des vidéos musicales rappellent également d'anciens jeux informatiques ou en sont directement tirés. Egotronic a également souvent collaboré avec d'autres artistes ; par exemple, Ira Atari, Ruede Sucre et JA!KOB de Frittenbude ou Rampue ont fait des apparitions en tant qu'invités sur différentes chansons.

## Contenu et activités
Egotronic a participé à l'initiative I Can't Relax en Allemagne. Les textes du groupe prennent aussi souvent position politiquement, par exemple sur les débats autour de la culture de référence, de Jürgen Möllemann et de l'antisémitisme, ainsi que, avec la chanson Nicht nur Raver, sur les émeutes de Rostock-Lichtenhagen et les violents affrontements de Mügeln en 2007. Comme Egotronic était proche de ceux que l'on appelle les anti-allemands, ils ont aussi suscité des oppositions au sein des milieux de gauche.
La mise en musique par Burkhardt de la chanson hooligan anglaise Ten German Bombers dans le style rave de Scooter attire également attiré l'attention. La chanson est produite à l'occasion de la Coupe du monde de football 2006 et est intégrée à la compilation Ballermann : Die Weltmeister-Hits 2006. La vidéo du single Linksradikale (2019) fait allusion à la célébration du 65e anniversaire de Matthias Matussek, à laquelle ont participé des personnalités des médias de droite et des penseurs de la nouvelle droite comme Erika Steinbach, Dieter Stein et Mario Müller, membre du « mouvement identitaire » (Identitäre Bewegung) d'extrême droite,,.
En collaboration avec le musicien Björn Peng, Burkhardt lance en 2021 l'initiative Artists against Antisemitism, qui lutte contre l'antisémitisme. 

## Discographie

### Albums studio
- 2006 : Die Richtige Einstellung
- 2007 : Lustprinzip
- 2008 : Egotronic
- 2010 : Ausflug mit Freunden
- 2011 : Macht keinen Lärm
- 2014 : Die Natur ist dein Feind
- 2015 : C'est moi!
- 2017 : Keine Argumente
- 2019 : Ihr seid doch auch nicht besser
- 2021 : Stresz

### Singles et EP
- 2005 : Luxus/ Nein Nein
- 2007 : Lustprinzip
- 2008 : Kotzen (feat. Walter Schreifels)
- 2009 : Es muß stets hell für Gottes Auge sein
- 2010 : Was soll's (feat. Rüde und Yari)
- 2010 : Ich kanns nicht sagen (feat. Midimúm)
- 2011 : Rannte der Sonne hinterher (feat. Mirco)
- 2013 : The Lost Tapes EP
- 2013 : Glücksversprechen
- 2014 : Die Band der Vollidioten (feat. Crackhuren-Chor)
- 2014 : Noch nicht vorbei
- 2014 : Kriegserklärung (feat. Koljah)/ Dreck Scheisse Pisse (single split avec Grim104)
- 2015 : Die richtige Einstellung
- 2015 : Berlin Calling
- 2015 : Exportschlager Leitkultur
- 2015 : Deutschland, Arschlock, fick dich! (feat. The Very Best Vegan Bacon)
- 2016 : Odenwald (feat. Johnny Weltraum)
- 2016 : Hallo Provinz
- 2017 : Scheiße bleibt Scheiße (feat.  Alles.Scheisze)
- 2017 : Deine Melodie (feat. Jeans Team)
- 2020 : Meine Hotline

### Compilations
- 2005 : I Can’t Relax in Deutschland (Diskretion Deluxe – Peters feat. Egotronic, unterm durchschnitt)
- 2023 : Das Unbehagen in der Kultur (best-of, Audiolith)